# Медаль «За отличное окончание военного вуза»
Меда́ль «За отличное окончание военного образовательного учреждения высшего профессионального образования Министерства обороны Российской Федерации» — ведомственная медаль Министерства обороны Российской Федерации, учреждённая приказом Министра обороны Российской Федерации № 336 от 20 августа 2007 года.

## Правила награждения
Согласно Положению, медалью «За отличное окончание высшего военного образовательного учреждения Министерства обороны Российской Федерации» награждаются военнослужащие, завершившие обучение в военно-учебных заведениях по программам высшего профессионального образования, сдавшие все предусмотренные учебным планом экзамены (зачёты с оценкой) и итоговые аттестационные испытания с оценкой «отлично», проявившие при этом разумную инициативу и усердие.
Военнослужащие, повторно сдавшие экзамены (зачёты с оценкой) с целью повышения оценки, медалью не награждаются. По физической культуре (подготовке) учитывается только итоговая оценка.
Награждение медалью производится приказом Министра обороны Российской Федерации (по личному составу) по представлению председателя государственной аттестационной комиссии военно-учебного заведения.
О вручении медали делается отметка в книге окончивших военно-учебное заведение и регистрации выдачи дипломов, а также во всех экземплярах личного дела выпускника.

## Правила ношения
Медаль носится в соответствии с Правилами ношения военной формы одежды военнослужащими Вооружённых сил Российской Федерации.

## Описание медали
Медаль изготавливается из металла золотистого цвета и имеет форму круга диаметром 32 мм с выпуклым бортиком с обеих сторон. На лицевой стороне медали: в центре — рельефное одноцветное изображение эмблемы Вооружённых Сил в лаврово-дубовом венке, в нижней части которого — щиток. На оборотной стороне медали: в центре рельефная надпись в пять строк: «ЗА ОТЛИЧНОЕ ОКОНЧАНИЕ ВОЕННОГО ВУЗА»; по кругу рельефная надпись: в верхней части «МИНИСТЕРСТВО ОБОРОНЫ», в нижней части «РОССИЙСКОЙ ФЕДЕРАЦИИ».
Медаль при помощи ушка и кольца соединяется с пятиугольной колодкой, обтянутой шёлковой муаровой лентой шириной 24 мм. С правого края ленты оранжевая полоса шириной 10 мм окаймлена чёрной полосой шириной 2 мм, левее — красная полоса шириной 12 мм.
Элементы медали символизируют:
- лаврово-дубовый венок и щиток (традиционные геральдические элементы, используемые в знаках отличия) — высокую профессиональную подготовку и образовательный уровень военнослужащих;
- эмблема Вооружённых Сил — ведомственную принадлежность;
- оранжевая полоса ленты медали, окаймлённая чёрной полосой, — статус медали как ведомственной награды Министерства обороны Российской Федерации;
- красная полоса ленты медали — предназначение медали для награждения выпускников военно-учебных заведений, отлично завершивших обучение.